# O Ribero
Die Comarca O Ribero (spanisch El Ribeiro) ist eine der 12 Comarcas der spanischen Provinz Ourense in der Autonomen Gemeinschaft Galicien.

## Lage
Das Gebiet der Comarca liegt im Westen der Provinz Ourense und grenzt dort an folgende Provinz Galiciens und Comarcas innerhalb der Provinz Ourense:
|                    | O Carballiño                                |         |
| Provinz Pontevedra | Kompassrose, die auf Nachbargemeinden zeigt | Ourense |
|                    | Terra de Celanova                           |         |

## Gliederung
Die Comarca umfasst zehn Gemeinden (spanisch Municipios; galicisch Concello) mit einer Fläche von 406,90 km², was 5,59 % der Fläche der Provinz Ourense und 1,38 % der Fläche Galiciens entspricht.
| Gemeinde           | Einwohner (2024) | Fläche km² | Dichte Einw./km² | Cod INE | Postleitzahl |
| ------------------ | ---------------- | ---------- | ---------------- | ------- | ------------ |
| A Arnoia           | 970              | 20,69      | 47               | 32003   | 32417        |
| Avión              | 1.727            | 121,13     | 14               | 32004   | 32520        |
| Beade              | 366              | 6,40       | 57               | 32010   | 32431        |
| Carballeda de Avia | 1.194            | 46,37      | 26               | 32018   | 32412        |
| Castrelo de Miño   | 1.292            | 39,74      | 33               | 32022   | 32430        |
| Cenlle             | 1.076            | 29,03      | 37               | 32025   | 32459        |
| Cortegada          | 1.024            | 26,88      | 38               | 32027   | 32200        |
| Leiro              | 1.481            | 38,25      | 39               | 32040   | 32420        |
| Melón              | 1.109            | 53,25      | 21               | 32046   | 32411        |
| Ribadavia          | 4.936            | 25,16      | 196              | 32069   | 32400        |
| Comarca O Ribero   | 15.175           | 406,90     | 37               | –       | –            |